# Силвейра, Низе да
Низе да Силвейра (порт. Nise da Silveira, 15 февраля 1905, Масейо — 30 октября 1999, Рио-де-Жанейро) — известный бразильский психиатр, ученица Юнга.
Она посвятила свою жизнь психиатрии и была радикально против агрессивных форм лечения того времени, таких как заключение в хосписе, электросудорожная терапия, инсулинотерапия и лоботомия.

## Образование
Её базовое обучение проходило в школах монахинь, которые в то время предназначались исключительно для девочек, например, в Колледже Святого Причастия, расположенном в Масейо, штат Алагоас. Её отец был журналистом и директором журнала Jornal de Alagoas.
С 1921 по 1926 год она училась на медицинском факультете Университета Баии, где была единственной женщиной среди 157 обучавшихся мужчин. Она была одной из первых женщин в Бразилии, получивших медицинское образование. В то время она вышла замуж за медицинского работника Марио Магальяйнса да Силвейра, своего однокурсника по факультету, с которым прожила до его смерти в 1986 году. В своих работах она указала на взаимосвязь между бедностью, неравенством, укреплением здоровья и профилактикой заболеваний в Бразилии.
В 1927 году, после смерти отца, они переехали в Рио-де-Жанейро, где участвовали в художественной и литературной среде города.
В 1932 году, в возрасте 27 лет, она выиграла конкурс на должность психиатра и в 1933 году начала работать в Службе помощи психопатам и психической профилактики в больнице Прайя Вермелья; в том же году она училась в неврологической клинике Антонио Аустрегесило.

## Тюрьма
Во время коммунистического восстания медсестра донесла на неё за хранение марксистских книг. Этот донос привел её в 1936 году в тюрьму Фрей Канека на 18 месяцев. Грасильяну Рамус также содержался в этой тюрьме, и благодаря их частым контактам она стала одним из персонажей его книги «Воспоминания о тюрьме» (Memórias do Cárcere). С 1936 по 1944 год она вместе со своим мужем оставалась в полуподполье, вдали от государственной службы по политическим причинам. В это время она глубоко и вдумчиво прочитала произведения Спинозы, материал, который она опубликует в своей книге «Письма к Спинозе» в 1995 году.

## Районный психиатрический центр Энженьо-де-Дентро

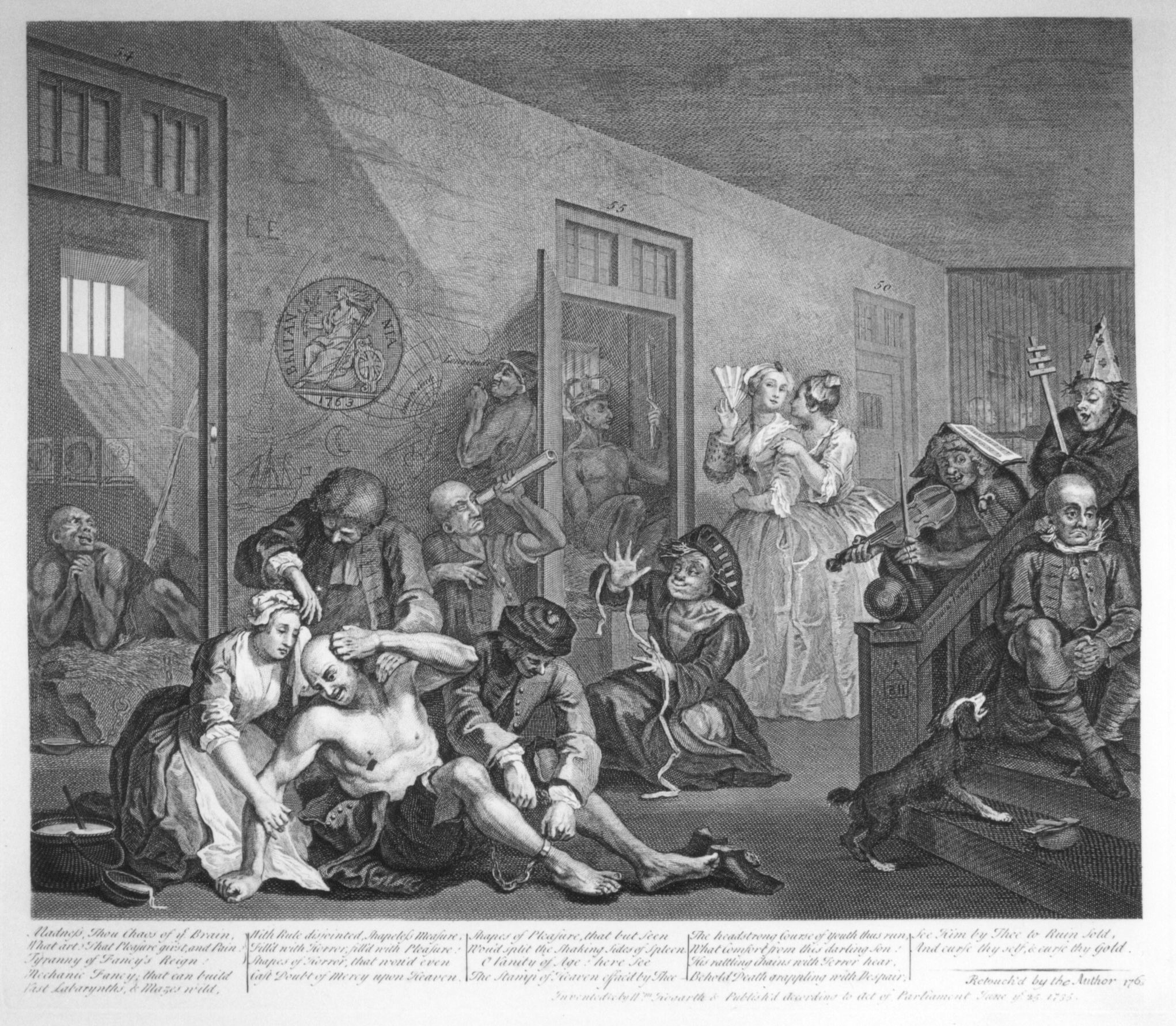
Гравюра Уильяма Хогарта, представляющая сумасшедший дом. Работа Низе да Силвейра была новаторской в борьбе по деинституционализации психиатрии в Бразилии.

В 1944 году она была восстановлена на государственной службе и начала работать в «Национальном психиатрическом центре Педро II» в районе Энженьо-де-Дентро в Рио-де-Жанейро, где возобновила борьбу с психиатрическими методами, которые она считала агрессивными по отношению к пациентам. Из-за своего постоянного несогласия с модными методами, принятыми в лазаретах, и отказа применять к своим пациентам электрошок, Низе да Силвейра была переведена в Службу трудотерапии — деятельность, в то время недооцениваемую врачами. Так, в 1946 году она основала в этом учреждении «Секцию профессиональной терапии».
Вместо традиционных задач по уборке и обслуживанию, которые пациенты должны были выполнять под названием эрготерапии, она организовала мастер-классы по рисованию и моделированию, чтобы дать пациентам возможность восстановить свои связи с реальностью посредством символических выражений и творчества, что произвело тогда революцию в психиатрии, и затем практиковалось во всей Бразилии.

### Музей изображений бессознательного

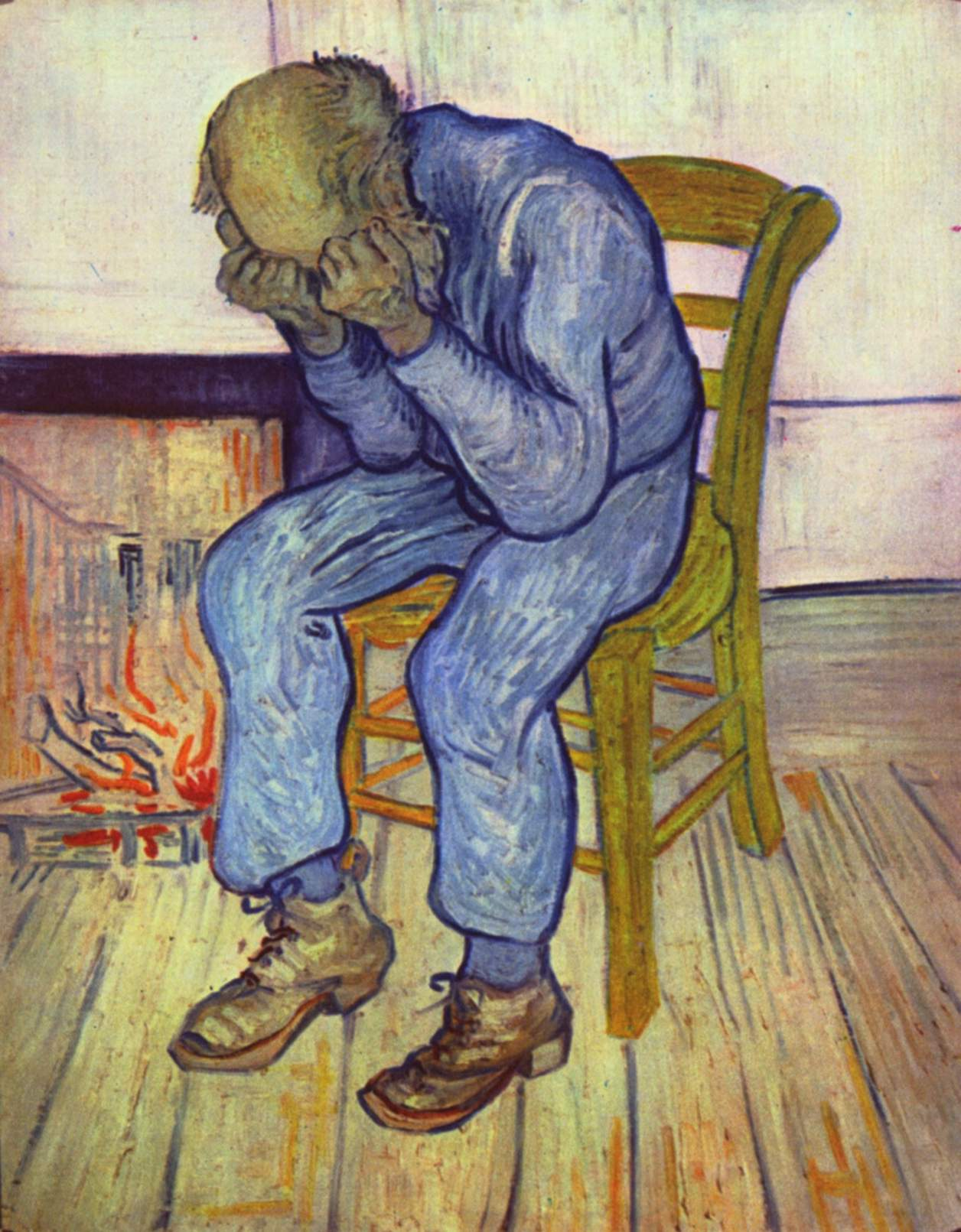
Биография Ван Гога была важным источником для учёных, заинтересованных в понимании терапевтических возможностей творческой работы перед лицом эмоциональных нарушений.

В 1952 году она основала «Музей образов бессознательного» в Рио-де-Жанейро — учебно-исследовательский центр, целью которого было сохранение произведений, созданных в организованных ей при учреждении студиях моделирования и живописи; произведения ценны как документы, открывающие новые возможности для более глубокого понимания внутреннего мира шизофреника.
Среди художников-пациентов, создавших произведения и вошедших в коллекцию этого учреждения, можно выделить Аделину Гомеш, Карлоса Пертуиса, Эмигдио де Барроса и Октавио Инасио. Это ценное наследие послужило основой для написания её книги «Imagens do Inconsciente», фильмов, выставок, таких как «Mostra Brasil 500 Anos».
В период с 1983 по 1985 год режиссёр Леон Хиршман снял фильм «Imagens do Inconsciente» — трилогию, показывающую работы, созданные пациентами, по сценарию, созданному самой Низе да Силвейра.

### Каса де лас Пальмерас
Через несколько лет после основания музея, в 1956 году, Низе разработала ещё один проект, также революционный для того времени: «Каса де лас Пальмерас», клинику, посвящённую реабилитации бывших пациентов психиатрических учреждений. В этом месте её обитатели могли ежедневно выражать себя через творчество, проходя амбулаторное лечение на промежуточном этапе между больничной рутиной и собственной реинтеграцией в повседневную жизнь общества.

### Лечебная помощь животных больным

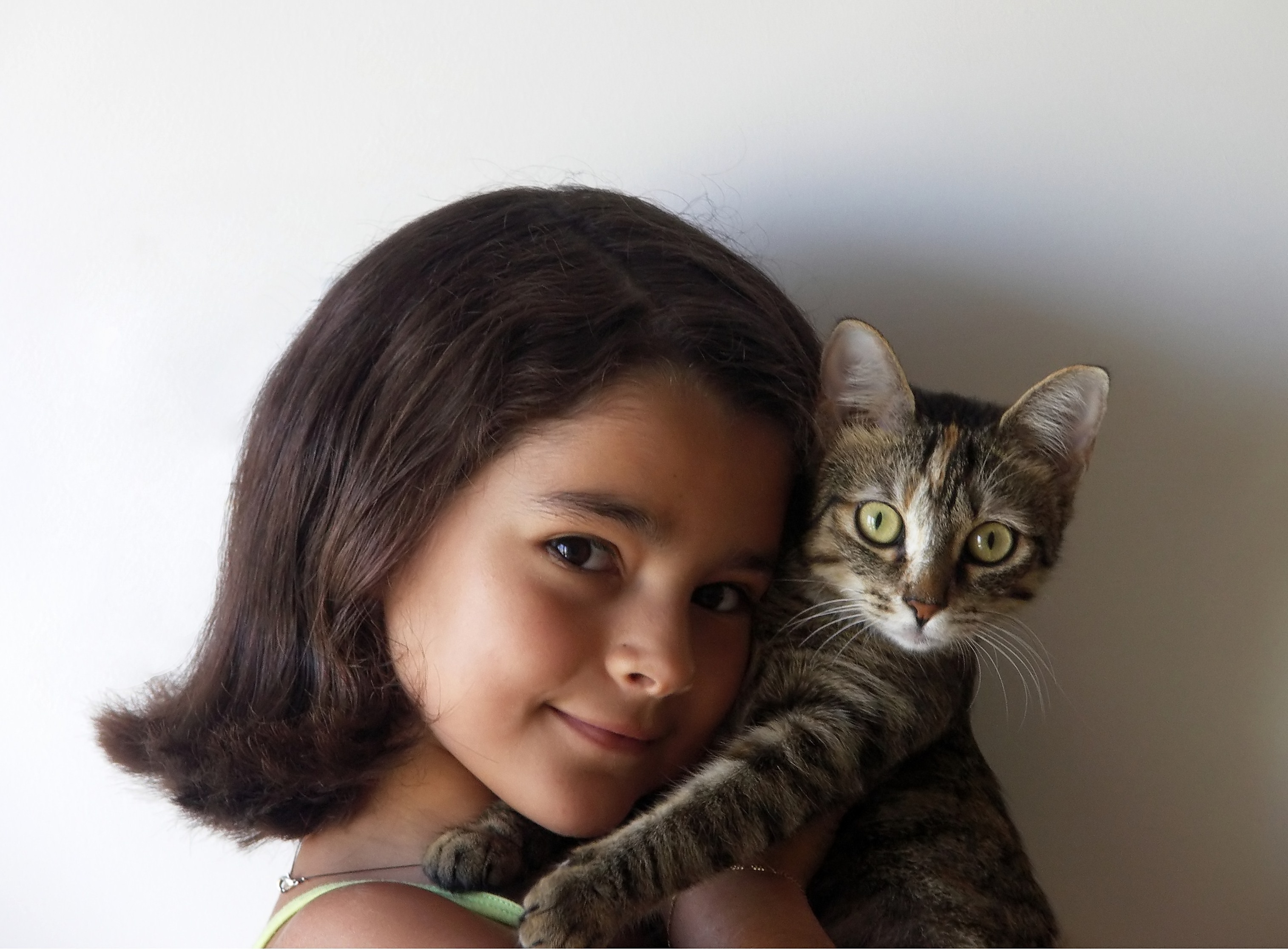
Понимая, что взаимосвязь между ответственностью по уходу за животным и развитием аффективных связей может способствовать реабилитации психически больных, Низе да Силвейра включила их в свою работу в качестве сотерапевтов.

Она была пионером в изучении эмоциональных отношений между пациентами и животными, которых она называла сотерапевтами.
Она впервые осознала эту возможность лечения, наблюдая, как пациент, которому она поручила уход за брошенным в больнице щенком, улучшился, взяв на себя ответственность за лечение этого животного; и поняла, что это было произведено как устойчивый аффективный ориентир в его жизни. Часть этих процессов она объяснила в своей книге Gatos, A Emoção de Lidar, опубликованной в 1998 году.

## Пионер юнгианской психологии в Бразилии
Через все свои работы Низе да Силвейра представила и распространила юнгианскую психологию в Бразилии.
Заинтересовавшись исследованиями Юнга мандал, повторяющейся темой в картинах её пациентов, она написала Карлу Густаву Юнгу в 1954 году, положив начало плодотворной переписке.
Юнг призвал её представить образец работ её пациентов под названием «A Arte e a Esquizofrenia», занимающий пять залов на «II Международном конгрессе психиатров», состоявшемся в 1957 году в Цюрихе. Посещая с ней выставку, выдающийся педагог посоветовал ей изучить мифологию как ключ к пониманию произведений, созданных пациентами психиатрии.
Низе да Силвейра училась по стипендии Бразильского национального исследовательского совета в Институте Карла Густава Юнга два периода: с 1957 по 1958 год; и с 1961 по 1962 год. Там она находилась под наблюдением одной из ассистенток Юнга, Марии-Луизы фон Франц.
Вернувшись в Бразилию, после первого периода изучения Юнга, она сформировала в своём офисе группу исследований Карла Юнга, которой руководила до 1968 года.
Среди прочего, она написала текст «Jung: vida e obra» (Юнг: жизнь и труды), первое издание которого было опубликовано в 1968 году. 14 июля 1970 года её принудительно отстранили от должности в Национальном отделе психического здоровья Министерства здравоохранения по причине того, что ей было семьдесят лет.

## Награды и почести

### Международное признание
Она была одним из основателей Международного общества психопатологии экспрессии («Société Internationale de Psychopathologie de l'Expression»), базирующегося в Париже.
Её исследования в области эрготерапии и понимания психиатрических процессов через изображения бессознательного привели к появлению различных выставок, фильмов, документальных фильмов, аудиовизуальных материалов, курсов, симпозиумов, публикаций и конференций.
В знак признания ее работы Низе была награждена различными наградами, званиями и премиями в различных областях знаний, в том числе:
- Офицер «ордена Рио-Бранко» от Министерства иностранных дел, 1987.
- "Prêmio Personalidade do Ano de 1992" от Бразильской ассоциации искусствоведов.
- "Medalha Chico Mendes", от группы Tortura Nunca Mais, 1993.
- «Национальный орден за заслуги в образовании» Министерства образования и спорта, 1993.

Её работа и идеи вдохновили на создание музеев, культурных центров и терапевтических учреждений, подобных тем, которые созданы в различных штатах Бразилии и за рубежом, таких как:
- «Музей Биспо ду Росарио», в Колонии Хулиано Морейра, Рио-де-Жанейро.
- «Учебный центр Низе да Силвейра», Жуис-ди-Фора, Минас-Жерайс
- «Nise da Silveira Space» Центра психосоциальной помощи, Ресифи
- «Ядро экспрессивной деятельности Низе да Силвейра», психиатрической больницы Сан-Педро, Порту-Алегри, Риу-Гранди-ду-Сул.
- «Ассоциация сосуществования, изучения и исследований Низе да Силвейра», Салвадор, Баия
- «Centro de Estudos Imagens do Inconsciente», Университет Порту, Португалия.
- «Ассоциация Nise da Silveira - Images de L'Inconscient», Париж, Франция.
- «Museo Attivo delle Forme Inconsapevoli», Генуя, Италия.

Бывший «Национальный психиатрический центр» Рио-де-Жанейро получил в её честь название «Муниципальный институт Низе да Силвейра».
В 2015 году вышел фильм «Низе: Сердце безумия» режиссёра Роберто Берлинера с Глорией Пирес в главной роли, в котором рассказывается о работе, проводимой Низе в психиатрическом центре района Энженьо-де-Дентро.

## Опубликованные работы
- Jung: vida e obra, Río de Janeiro: José Álvaro Ed., 1968
- Imagens do inconsciente. Río de Janeiro: Alhambra, 1981
- Casa das Palmeiras. A emoção de lidar. Uma experiência em psiquiatria. Río de Janeiro: Alhambra, 1986
- O mundo das imagens. São Paulo: Ática, 1992
- Nise da Silveira. Brasil, COGEAE/PUC-SP, 1992
- Cartas a Spinoza. Río de Janeiro: Francisco Alves, 1995
- Gatos, A Emoção de Lidar. Río de Janeiro: Léo Christiano Editorial, 1998